# Способы проверки изолирующих свойств респираторов
Изолирующие свойства респиратора (respirator Fit Test) — способность маски респиратора плотно, без зазоров прилегать к лицу рабочего для отделения его органов дыхания от окружающей загрязнённой атмосферы. Для обнаружения неплотностей (зазоров) проводится проверка изолирующих свойств респираторов.

## История вопроса
При использовании респираторов, лицевая часть которых плотно прилегает к лицу, и у которых нет устройства, принудительно подающего чистый или очищенный воздух для дыхания, давление под маской при вдохе оказывается меньше, чем снаружи маски. Этот перепад давления побуждает загрязнённый неочищенный воздух просачиваться под маску через зазоры между ней и лицом (leakage). Измерения, проводившиеся и в лабораториях (при имитации выполнения работы), и прямо во время работы в производственных условиях (см. Испытания респираторов в производственных условиях) показали, что при использовании правильно выбранных фильтров это просачивание (а не проникание через правильно выбранные и своевременно заменяемые фильтры) становится главным путём попадания вредных веществ в органы дыхания, что ограничивает область допустимого применения респираторов (см. Ожидаемая степень защиты респиратора).
- Впервые с этой проблемой в больших масштабах столкнулись при использовании химического оружия во время первой мировой войны — даже при использовании противогазов с эффективными фильтрами люди продолжали погибать. Тогда для решения этой проблемы в русской армии стали использовать окуривание[1][2] — кратковременное воздействие отравляющих газов на солдат, позволяющее проверить, насколько правильно они используют противогаз. Это также убеждало солдат в эффективности противогазов, и стимулировало их правильное и своевременное применение[3]. Аналогично поступали во французской[4] и австрийской[5] армиях.
- Позднее при подготовке к новой мировой войне в СССР проводили тренировки промышленных рабочих в газовых или дымных камерах при воздействии вредных газов[6][7][8]. Окуриванию в обязательном порядке подвергались все бойцы РККА. Оно проводилось в специальных помещениях, и в полевых условиях (при выпуске газа из баллонов, и при подрыве химснарядов)[9]. Между мировыми войнами такой способ проверки противогазов и обучения использовался при подготовке пожарных в Германии[10]. Проверка промышленных противогазов качественным способом упоминается в инструкции по использованию противогазов 1944 г.[11] (испытание противогаза в камере с отравляющими веществами).
- В[12] описан способ проверки противогазов с помощью разбавленного хлорпикрина (в СССР), но сказано, что такую проверку использовали очень редко. В 1966 г. в[13] описывается проверка изолирующих свойств военных противогазов в СССР с помощью хлорпикрина в палатке окуривания площадью 16 м2.
- В армии США для подготовки военнослужащих используется специальный раздражающий дым.

Чтобы предотвратить повреждение здоровья рабочих из-за просачивания неотфильтрованного воздуха через зазоры между маской и лицом, в США, Канаде, Австралии, Англии и других развитых странах законодательство обязывает работодателя не просто выдать рабочему респиратор, а дать ему возможность самостоятельно выбрать наиболее подходящую (по форме и по размеру) маску, и затем прибором проверить — много ли воздуха просачивается через зазоры. (см. статью Законодательное регулирование выбора и организации применения респираторов). Испытания респираторов показали, что при успешном прохождении такой проверки (перед началом работы) просачивание неотфильтрованного воздуха во время работы значительно меньше, и обычно не превышает установленных ограничений, так как маска соответствует лицу рабочего по форме и по размеру. Законодательство развитых стран обязывает работодателя проводить такую проверку и перед началом выполнения работы в загрязнённой атмосфере, и позднее — периодически. Ниже описаны современные способы, используемые для проверки респираторов в промышленности и учреждениях здравоохранения в развитых странах.

## Принципы обнаружения зазоров между маской и лицом

### Качественные способы
Качественные способы проверки изолирующих свойств респираторов используют для обнаружения просачивания неотфильтрованного воздуха через зазоры реакцию органов чувств сотрудника на специальное (контрольное) вещество, которое используется для проверки. Эта реакция — субъективна, и зависит от индивидуальной чувствительности сотрудника. Поэтому при выполнении такой проверки стараются сначала определить порог чувствительности сотрудника при воздействии контрольного вещества (и реагирует ли он на него вообще), а уже потом проверяют респиратор. Для определения порога чувствительности используют то же самое контрольное вещество — но в разбавленном виде. Подробное описание выполнения проверки качественными способами приводится в примере стандарта, разработанного Управлением по охране труда (OSHA), и регулирующего выбор и организацию применения респираторов (приложение А, см. также статью Законодательное регулирование выбора и организации применения респираторов). Выполнение требований этого стандарта обязательно для работодателя.
В настоящее время в промышленности США и других развитых стран для качественной проверки респираторов используют несколько способов, в том числе:
- Изоамилацетат.[17] Пары этого вещества при попадании в органы дыхания воспринимаются как запах бананов. Этот способ позволяет проверять эластомерные респираторы (полумаски и полнолицевые маски — при установке сменных фильтров «органические пары»), но не позволяет проверять фильтрующие полумаски.
- Сахарин. Для проверки ИС используется аэрозоль водного раствора сахарина (Sodium saccharin), который при попадании на язык воспринимается как сладкий вкус. Сотрудник при проверке должен дышать через рот, слегка высунув язык. Этот способ позволяет проверять респираторы — полумаски (фильтрующие и эластомерные), и полнолицевые маски, используемые при загрязнённости воздуха не более 10 ПДК. Для создания аэрозоля используется ручной распылитель с резиновой «грушей».
- Битрекс. Как контрольное вещество используется аэрозоль водного раствора Bitrex (Denatonium Benzoate), которое при попадании на язык воспринимается как вещество с резким, неприятным вкусом. Этот способ полностью совпадает с использованием сахарина.

- Раздражающий дым. Для проверки используется аэрозоль, который вызывает раздражение слизистых оболочек — неприятные ощущения, кашель, чихание и т. д. В[18] рекомендуется прекратить использование этого способа, так как исследования показали, что воздействие аэрозоля на сотрудника может заметно превышать ПДК (например — при повышенной влажности в помещении).

Видеозапись качественной проверки изолирующих свойств респираторов разными способами размещена в интернет — YouTube (respirator fit test).
В этом разделе можно также упомянуть другие «качественные» способы проверки изолирующих свойств:
- Аэрозоль крупнодисперсной угольной пыли. При сертификации респираторов в США в 1930-х использовали угольную пыль (она не токсична, а крупные частицы оседают в верхних дыхательных путях, не доходя до лёгких, и быстро удаляются из организма). Для успешной сертификации требовалось, чтобы после снимания респираторов на лице не было видимых следов просачивания запылённого воздуха.
- Для проверки изолирующих свойств респираторов — дыхательных аппаратов с 1959 г. в США использовали формальдегид.
- В[12] упоминается о разработанном с СССР, но редко использовавшемся способе проверки изолирующих свойств противогазов с помощью хлорпикрина (боевое отравляющее вещество, использовавшееся во время первой мировой войны).
- В статье Респиратор упоминается прибор Ингавит, в котором используется аэрозоль флуоресцентного вещества для обнаружения зазоров. Использование такого способа для проверки респираторов описано в[19].

При использовании для проверки сахарина, битрекса или изоамилацетата, на голову работника надевают укрытие (капюшон), чтобы не произошло быстрое снижение концентрации контрольного вещества. Это укрытие, предложенное вместе с качественными способами проверки в конце 20-го века, очень похоже на походную газовую камеру, использовавшуюся в армии СССР в первой половине 20-го века.

### Количественные способы проверки изолирующих свойств
Количественные способы проверки изолирующих свойств респираторов используют оборудование, которое обнаруживает — просачивается ли воздух через зазоры, и сколько его там проходит. Считается, что эти способы более точные и надёжные, чем качественные. Подробное описание количественных способов проверки приводится в приложении А стандарта по выбору и организации применения респираторов.
- Аэрозольные способы

При использовании аэрозольных способов проверки изолирующих свойств одновременно измеряется концентрация аэрозоля (искусственно созданного, или атмосферного) как под маской, так и снаружи маски. Как показатель изолирующих свойств респиратора используется коэффициент изоляции КИ (fit factor), который равен отношению наружной концентрации к подмасочной. В настоящее время для того, чтобы рабочий мог использовать респиратор, у него при проверке изолирующих свойств должен быть коэффициент изоляции в 10 раз больше (дополнительный коэффициент безопасности), чем ожидаемая степень защиты респиратора (то есть при индивидуальном подборе полумасок нужно, чтобы коэффициент изоляции был не ниже 100, и это позволит использовать респиратор при загрязнённости воздуха не более 10 ПДК).
Различают проверку с использованием искусственного аэрозоля в специальной проверочной аэрозольной камере (аэрозоли: хлорид натрия, парафиновое масло, диоктилфталат и др.), и использование естественного атмосферного аэрозоля, концентрация которого измеряется специальным прибором (например — TSI PortaCount).
- Проверка изолирующих свойств поддерживанием постоянного разрежения (control negative pressure CNP)

Этот способ проверки появился позднее аэрозольных, и является попыткой устранить их недостатки. Использование аэрозольных способов показало, что из-за некоторых проблем точность измерения не всегда достаточно высокая. Например, при просачивании неотфильтрованного воздуха под маску он движется в рот или нос без перемешивания с отфильтрованным воздухом, и измеренная подмасочная концентрация зависит от того, попадёт ли эта струйка загрязнённого воздуха в отверстие трубки измерительного прибора, или нет. В лёгких часть аэрозоля оседает, и его измеренная концентрация при выдохе также отличается от реальной.
Способ CNP использует измерение просачивания под маску через зазоры самого воздуха. Для этого кратковременно (около 10 секунд) сотрудник задерживает дыхание, а установленные вместо фильтров насадки перекрывают проход воздуха под маску через клапаны вдоха. Единственным способом для воздуха попасть под маску остаются зазоры. Затем насос откачивает немного воздуха из под маски, чтобы там возникло разрежение. Из-за перепада давления начинается просачивание воздуха под маску, и разрежение начинает снижаться. Но на снижение разрежения реагирует датчик давления, который снова включает насос. Это позволяет в течение около 7 секунд поддерживать под маской постоянное разрежение, а измеренное количество воздуха, которое было в это время откачано из-под маски точно равно количеству просочившегося.
Этот способ отличается большой точностью и сравнительно низкой стоимостью оборудования, но он не позволяет проверять фильтрующие полумаски.
- В этом разделе можно также упомянуть о использовании контрольного вещества в газообразном состоянии для проверки изолирующих свойств. При сертификации респираторов в лабораториях в ЕС и в РФ может использоваться гексафторид серы SF6, например[21].

Достоинства и недостатки разных способов
Главным достоинством качественных способов является крайне низкая стоимость оборудования, а недостатком — умеренная точность, и невозможность их использования для проверки респираторов — полнолицевых масок, которые будут использоваться при загрязнённости воздуха более 10 ПДК (из-за недостаточной чувствительности). Чтобы снизить риск ошибочного использования респиратора с плохими изолирующих свойствами (что может привести к повреждению здоровья) при проверке требуют, чтобы респиратор обеспечил достаточно высокие изолирующих свойств. Но это приводит к тому, что приходится проверять разные маски, чтобы подобрать «наиболее надёжную», хотя во многих случаях «недостаточно надёжные» маски были признаны такими по ошибке — из-за недостаточной точности качественного способа проверки. Повторные проверки увеличивают затраты времени и расходы на респираторную защиту.
Среди качественных способов проверки в 2001 г. наиболее часто использовали раздражающий дым и сахарин. Но в 2004г NIOSH рекомендовал прекратить использование раздражающего дыма.
Среди количественных способов проверки сравнительно недорогим, точным и быстрым является CNP (приборы FitTester 3000, Quantifit). Но он не позволяет проверять фильтрующие полумаски.
Для проверки изолирующих свойств респираторов в настоящее время искусственный аэрозоль практически не используется. В основном это связано с необходимостью использования аэрозольной камеры или специального укрытия, в котором поддерживается заданная концентрация аэрозоля контрольного вещества — это сложно и неудобно. При использовании атмосферного аэрозоля (прибор PortaCount) можно проверять любые респираторы, но стоимость прибора и продолжительность проверки выше, чем при использовании способа CNP. Поэтому в промышленности последний используется чаще примерно в 3 раза чаще.
Новые способы проверки респираторов для обнаружения зазоров
Продолжаются поиски новых способов проверки масок респираторов для обнаружения зазоров между маской и лицом. В описана разработка нового способа, который для обнаружения просачивания использует отличие температуры окружающего и выдыхаемого воздуха. Для обнаружения зазоров проводилась съёмка лица испытателя на инфракрасную камеру, и полученное тепловое изображение позволяло обнаружить просачивание более тёплого воздуха (при выдохе) по нагреву кожи около зазора у края маски. Сравнение результатов обычной проверки с результатами, полученными новым способом (при их одновременном использовании) показало, что тепловое изображение позволяет достаточно хорошо обнаруживать просачивание. Однако последующее исследование показало, что точность этого способа пока ещё недостаточно высока для практического применения.
Проведены успешные испытания (по точности и чувствительности) нового оптического счётчика частиц аэрозоля, который может использоваться при проверке изолирующих свойств. Проведены испытания нового метода проверки, занимающего меньше времени, чем используемые сейчас (для аэрозольных способов).

## Выполнение проверок
С 1980 г. в США, а позднее и в других развитых странах законодательство (см. статью Законодательное регулирование выбора и организации применения респираторов) стало требовать, чтобы работодатель в обязательном порядке проводил проверку изолирующих свойств респиратора у рабочего перед назначением на должность, требующую использования СИЗОД; и после этого — периодически, через каждые 12 месяцев; и также дополнительно — при появлении любых обстоятельств, которые могут повлиять на изолирующие свойства (изменение формы лица из-за травмы, потери зубов, и т.п). Как показало исследование это требование выполнялось практически всеми крупными предприятиями, а вот на маленьких предприятиях, где количество рабочих не превышает 10 человек, в 2001 г. его нарушало около половины работодателей. Основной причиной таких нарушений может являться высокая стоимость оборудования для количественной проверки, недостаточная точность качественных способов проверки и то, что на маленьких предприятиях вопросами охраны труда занимается не отдельный специалист, а кто-то из сотрудников, совмещая это с другой работой.
- В РФ из-за отсутствия нормативных документов, регулирующих выбор, индивидуальный подбор маски и организацию применения респираторов, отсутствуют учебные пособия и программы обучения применению респираторов для специалистов (инженеров) по охране труда. Из-за этого применение проверки изолирующих свойств масок респиратора если и происходит, то несистематично, что способствует повреждению здоровья рабочих, использующих респираторы. Но это не всегда замечают даже сами рабочие, так как из-за индивидуальных отличий в «живучести» и отличий в соответствии маски лицу при использовании совершенно одинаковых респираторов часть рабочих может быть надёжно защищена, что сбивает с толку (см. Эффект здорового рабочего). Но это нисколько не помогает остальным, у который очень большой риск развития профзаболеваний, в том числе неизлечимых (силикоз, пневмокониоз).

| Способы проверки                       | Типы респираторов                        | Типы респираторов                                                                                             | Типы респираторов                                                                    | Оборудование            |
| -------------------------------------- | ---------------------------------------- | --- | ------------------------------------------------------------------------------------ | ----------------------- |
| Способы проверки                       | Фильтрующие противоаэрозольные полумаски | Эластомерные полумаски и эластомерные полнолицевые маски, используемые при концентрации загрязнений до 10 ПДК | Эластомерные полнолицевые маски, используемые при концентрации загрязнений до 50 ПДК | Оборудование            |
| Качественные способы проверки          |                                          | |                                                                                      |                         |
| Изоамилацетат                          | -                                        | + | -                                                                                    |                         |
| Сахарин                                | +                                        | + | -                                                                                    | 3М FT-10 и др.          |
| Битрекс                                | +                                        | + | -                                                                                    | 3М FT-30 и др.          |
| Раздражающий дым (*)                   | -                                        | + | -                                                                                    |                         |
| Количественные способы проверки        |                                          | |                                                                                      |                         |
| Поддержание постоянного разрежения CNP | -                                        | + | +                                                                                    | Quantifit, FitTest 3000 |
| Аэрозольный                            | +                                        | + | +                                                                                    | PortaCount и др.        |

+ — можно использовать; - — нельзя использовать; (*) — рекомендуется полностью прекратить использование
- Прибор для проверки изолирующих свойств маски респиратора Fit Tester.
- Прибор для проверки изолирующих свойств маски респиратора Fit Tester.
- Прибор для проверки изолирующих свойств маски респиратора Fit Tester.
- Проверка изолирующих свойств маски. Измеряется концентрация атм. аэрозоля под маской и снаружи, и сравнивается.
- Проверка изолирующих свойств маски. Измеряется концентрация атм. аэрозоля под маской и снаружи, и сравнивается.

## Недостатки
Из-за того, что плотность прилегания маски к лицу может меняться от одного надевания к другому (работник не надевает маску одинаково каждый раз), проверка может показать плотное прилегание - а затем работник не всегда будет надевать маску так же аккуратно. Чтобы уменьшить риск не выявления плохих навыков надевания маски, был разработан способ, предусматривающий трёхкратное надевание маски - а разные упражнения в надетом респираторе были сведены к минимуму. Но это способ используется лишь частью работодателей.
При качественной проверке изолирующих свойств воздействие углекислого газа на работника может значительно превышать максимально разовую предельно допустимую концентрацию. Эта особенность, сама по себе, и при использовании СИЗОД на рабочих местах, в наибольшей степени проявляется у фильтрующих полумасок. А при проверке, из-за надетого на голову укрытия - концентрация становится ещё выше, что может создать опасность для работника.